# Атланта Хокс
Атланта Хокс (англ. Atlanta Hawks) — профессиональный баскетбольный клуб из Атланты, штата Джорджия, США. Выступает в Юго-восточном дивизионе Восточной конференции Национальной баскетбольной ассоциации. Домашние матчи проводит на «Стэйт Фарм-арена», в Атланте.
Команда основана в 1946 году, как «Баффало Байзонс» и стала участником Национальной баскетбольной лиги. После первых 13 игр, переименована в «Три-Ситис Блэкхокс» и переехала в Молин, штат Иллинойс. В 1949 году, команда присоседилась к НБА, после слияния лиги с БАА. В 1951, переехала в Милуоки, также сократив приставку в название до «Хокс». В 1955 году, команда снова переехала, на этот раз уже Сент-Луис, где выиграла титул чемпиона НБА в 1958. После того, как владелец команды Кернер продал клуб Томасу Казинсу и бывшему губернатору Джорджии Карлу Сандерсу, в 1968 году «Хокс» переехали в Атланту, где играют до сих пор.
«Хокс» обладает второй по длительности безвыигрышной серией (после «Сакраменто Кингз») — 60 лет без чемпионства в НБА. Все главные успехи клуба пришлись на время, когда команда выступала в Сент-Луисе (3 финала НБА и чемпионский титул). Кроме того, команда уже 48 лет не выходила дальше второго раунда плей-офф, хотя данная серия прервалась в 2015 году. В настоящее время «Хокс» — одна из четырёх команд НБА, которые квалифицировались в плей-офф в 10 сезонах подряд в XXI веке (2008—2017). Другими клубами, которые также как минимум 10 раз попадали в плей-офф в этот же период стали «Сан-Антонио» (1998-н.в.), «Денвер Наггетс» (2004—2013) и «Даллас Маверикс» (2001—2012).

## История

### 1946—1953: Баффало, Трёхградье и Милуоки
Историю команды принято связывать с созданным в 1946 году клубом «Баффало Байзонс». Команда была участником Национальной баскетбольной лиги и выступала на домашней арене Баффало Мемориал Аудиториум. Команду возглавил член американского легиона Нэт Хики. В первом матче команда одержала победу со счётом 50-39 над «Сиракьюз Нэйшнлс», игра состоялась 8 ноября 1946 года. Звездой команды был Уильям «Поп» Гейтс, который, вместе с Уильямом «Долли» Кингом, был одним из первых автоамериканцев в НБЛ. Команда, которой для заполнения стадиона требовалось 3,600 человек, едва набирала по 1,000 в Аудиториуме. Клуб в итоге только 38 дней провёл в Баффало, а затем, 25 декабря 1946 года при участии первого генерального менеджера команды Лео Феррис, объявил о переезде в Молин, штат Иллинойс, который был в то время известен как Трёхградье (Молин, Рок-Айленд, штат Иллинойс и Давенпорт, Айова).
После переезда в Молин, команда была переименована в «Три-Ситис Блэкхокс», а в качестве домашней арены был выбран шеститысячный стадион Вартон Филд Хаус. Тренером был Дианджело Кинг, а владельцем команды были Лео Феррис и Бен Кернер. Поп Гейтс остался в составе «Блэкхокс» и в итоге занял второе место по результативности в клубе, пропустив вперёд только MVP сезона 1948 Дона Оттена. Член зала славы баскетбола Гейтс помог клубу успешно выступать, а в дальнейшем стал первым афроамериканским тренером в крупнейших американских лигах, начав тренировать Дэйтон в 1948 году.

### 2013—2018: эра Майка Буденхольцера
28 мая 2013 года «Хокс» назначили на пост главного тренера помощника главного тренера «Сан-Антонио Спёрс» Майка Буденхольцера.
На драфте 2013 года у команды было четыре пика. В итоге команда выбрала Денниса Шрёдера (17-й пик) и Шейна Ларкина (18-й пик). Также клуб выбрал разыгрывающего защитника Раула Нето под общим 47-м номером и лёгкого форварда Джеймса Энниса под общим 50-м номером. Однако Ларкин был продан в «Даллас Маверикс», а в обмен получили Майка Мускалу и Лукаса Ногейру (который был выбран «Бостон Селтикс»), а также права на Джареда Каннингема. Права на Энниса клуб продал в «Майами Хит», а Нето отправился в «Юту Джаз» в обмен на будущий пик второго раунда.
«Хокс» вернули в состав Кайла Корвера, с которым был заключён четырёхлетний контракт на сумму $24 млн, а также подписали тяжёлого форварда Пола Миллсэпа сроком на два года на сумму $19 млн. 26 декабря 2013 года Хорфорд надорвал мышцу груди, а через два дня представители клуба объявили, что игроку предстоит операционное вмешательство, а он сам пропустит остаток сезона. «Хокс» финишировали с соотношением побед и поражений 38-44, что было отрицательным результатом впервые с 2008 года. Однако из-за слабости Восточной конференции, команда заняла 8-е место и попала в плей-офф на сеяную под первым номером в конференции «Индиану». Каждая из команд побеждала в домашних матчах, а всё решила последняя, седьмая игра, которая завершилась в пользу «Индианы» 92-80, а серия для «Атланты» окончилась со счётом 4—3. «Индиана» в итоге дошла до финала конференции, где уступила «Майами».
1 мая 2014 года «Хокс» представили обновленный логотип клуба, который был модернизированным вариантом «Пакмана» 1972-95. 15 июля 2014 года из «Оклахомы» пришёл защитник Табо Сефолоша. Осенью команда оказалась в центре скандала. 7 сентября 2014 года Брюс Левенсон объявил, что он продаёт свою часть команды, в основном из-за электронного сообщения расистского характера, отправленного в 2012 году. Некоторые афроамериканцы, представители мира спорта защищали Левенсона, в том числе спортивный журналист Джейсон Уитлок и известный баскетболист Карим Абдул-Джаббар.
2 января 2015 года издание The Atlanta Journal-Constitution опубликовало новость о том, что оставшиеся миноритарии также решили присоединиться к Левенсону и продать акции клуба. Продажа команды, также как и права на Филипс-Арену были выкуплены Goldman Sachs и Inner Circle Sports LLC. НБА объявила о том, что «Хокс» останутся в Атланте, что было предварительным условием сделки. К тому же, мэр Атланты Касим Рид заявил, что город может предложить новым владельцам различные бонусы для того, чтобы команда осталась в городе ещё в течение 30 лет. 22 апреля 2015 года было достигнуто предварительное соглашение по продаже клуба группе компаний, миллиардеру Тони Ресслеру (и миноритариям Гранту Хиллу, Стивену Прайсу, Рику Шналлу, Саре Блэйкли, Джесси Итцлеру и жене Ресслера Джэми Гертц) за $850 млн. 24 июня 2015 года сделка была одобрена Наблюдательным советом НБА.
31 января 2015 года «Хокс» стали первой командой в НБА, которая закончила месяц с соотношением побед и поражений 17-0, обыграв в последнем матче «Портленд». В Матче всех звёзд 2015 года приняло участие четыре представителя «Атланты»: Эл Хорфорд, Пол Миллсэп, Джефф Тиг и Кайл Корвер. 9 марта 2015 года Кайл Корвер и Демарре Кэрролл набрали каждый по 20 очков в матче против «Сакраменто Кингз», который закончился победой «Хокс» со счётом 130—105, а «Атланта» стала первой в сезоне командой НБА, которая перевалила рубеж в 50 побед в регулярном сезоне. Кроме того, команда обновила рекорд по трёхочковым броскам, забросив 20 из 36, таким образом превзойдя собственный рекорд в 19 результативных трёхочковых бросков, поставленный 17 декабря 1996 года в матче против «Даллас Маверикс». 20 марта 2015 года «Хокс» завоевали свой первый титул чемпиона дивизиона за последние 20 лет и стали первой командой, расположенной не во Флориде, которая выигрывала Юго-Восточный дивизион;а через неделю, одержав победу над «Майами» («Кливленд» проиграл «Бруклину»), «Хокс» получили первый номер посева в Восточной конференции. Команда закончила дивизион с лучшим для клуба результатом 60 побед и 22 поражения.

### 2018-н.в.: Перестройка
11 мая 2018 года главным тренером клуба стал Ллойд Пирс.
21 июня 2018 года на драфте НБА 2018 года команда под третьим номером выбрала Луку Дончича, который тут же был обменян в «Даллас Маверикс» вместе с защищенным пиком первого раунда на Трея Янга.
23 января 2020 года Трей Янг был выбран на свой первый Матч всех звезд. Он был выбран в качестве стартера и стал первым игроком «Хокс», принявшим участие в игре всех звезд со времен Дикембе Мутомбо в 1998 году. 4 февраля 2020 года «Хокс» приняли участие в сделке с четырьмя командами, в ходе которой они приобрели Клинта Капелу и Нене. Капела в то время залечивал травму стопы и не играл весь сезон, который был прерван из-за протоколов НБА COVID-19. Нене был отчислен «Хокс» 6 февраля 2020 года. Винс Картер завершил игровую карьеру после сезона, проведя рекордные 22 сезона в НБА.
21 февраля 2023 года «Хокс» уволили Нейта Макмиллана с поста главного тренера. В сезоне 2022/23 клуб под его руководством до перерыва на Матч звезд НБА занимал 8-е место в Восточной конференции с результатом 29 побед и 30 поражений.
27 февраля 2023 года стало известно, что Куин Снайдер станет новым главным тренером «Хокс». Контракт подписан на 5 лет.

## Статистика сезонов

### Последние сезоны
В = Выигрыши, П = Проигрыши, П% = Процент выигранных матчей
| Сезон    | В    | П    | П%   | Плей-офф                                                    | Результаты                                |
| -------- | ---- | ---- | ---- | ----------------------------------------------------------- | ----------------------------------------- |
| 2005/06  | 26   | 56   | .317 |                                                             |                                           |
| 2006/07  | 30   | 52   | .366 |                                                             |                                           |
| 2007/08  | 37   | 45   | .451 | Проиграли в первом раунде                                   | Бостон 4, Атланта 3                       |
| 2008/09  | 47   | 35   | .573 | Выиграли в первом раунде Проиграли в полуфинале конференции | Атланта 4, Майами 3 Кливленд 4, Атланта 0 |
| 2009/10  | 53   | 29   | .646 | Выиграли в первом раунде Проиграли в полуфинале конференции | Милуоки 3, Атланта 4 Орландо 4, Атланта 0 |
| 2010/11  | 44   | 38   | .537 | Выиграли в первом раунде Проиграли в полуфинале конференции | Орландо 2, Атланта 4 Чикаго 4, Атланта 2  |
| 2011/12  | 40   | 26   | .606 | Выиграли в первом раунде                                    | Бостон 2, Атланта 4                       |
| Всего    | 2460 | 2518 | .494 |                                                             |                                           |
| Плей-офф | 135  | 171  | .441 | 1 титул                                                     |                                           |

## Состав
| \| Поз. \| № \| Гражд. \| Имя \| Рост \| Вес \| Откуда \| \| ---- \| -- \| ----------- \| ----------------------- \| ------ \| ------ \| ---------------- \| \| З \| — \| Сербия ! \| Никола Джуришич \| 203 см \| 97 кг \| Сербия \| \| Ф \| 00 \| ! \| Джейкоб Топпин \| 203 см \| 91 кг \| Кентукки \| \| З/Ф \| 1 \| ! \| Джейлен Джонсон \| 203 см \| 99 кг \| Дьюк \| \| З \| 2 \| ! \| Китон Уоллес \| 191 см \| 84 кг \| ТУСА \| \| З \| 3 \| ! \| Люк Кеннард \| 196 см \| 93 кг \| Дьюк \| \| З \| 4 \| ! \| Коби Бафкин \| 193 см \| 88 кг \| Мичиган \| \| З \| 5 \| Австралия ! \| Дайсон Дэниелс \| 201 см \| 90 кг \| Австралия \| \| З \| 7 \| Канада ! \| Никейл Александер-Уокер \| 196 см \| 93 кг \| Вирджиния Тек \| \| Ф/Ц \| 8 \| Латвия ! \| Кристапс Порзингис \| 218 см \| 109 кг \| Латвия \| \| Ф \| 10 \| Франция ! \| Заккари Ризаше \| 203 см \| 91 кг \| Франция \| \| З \| 11 \| ! \| Трей Янг \| 185 см \| 74 кг \| Оклахома \| \| Ф \| 14 \| ! \| Эйса Ньюэлл \| 211 см \| 100 кг \| Джорджия \| \| Ф/Ц \| 17 \| ! \| Оньека Оконгву \| 208 см \| 109 кг \| Южная Калифорния \| \| Ф \| 18 \| Сенегал ! \| Муамед Гейе \| 208 см \| 95 кг \| Вашингтон Стэйт \| \| З \| 24 \| ! \| Гаррисон Мэтьюз \| 198 см \| 98 кг \| Липскомб \| \| З \| 27 \| Чехия ! \| Вит Крейчи \| 203 см \| 88 кг \| Чехия \| \| Ц \| 30 \| Испания ! \| Эли Ндиай \| 203 см \| 95 кг \| Испания \| | Главный тренер - Куин Снайдер Ассистенты тренера - Игор Кокошков - Экпе Юдо - Рональд Норед - Антонио Лэнг - Джефф Уоткинсон - Брайан Бэйли - Райан Шмидт - Санджей Лампкин - Бриттни Дональдсон - Майк Бри Состав • Переходы Последнее изменение: 14 июля 2025 года |             |                         |        |        |                  |
| Поз. | № | Гражд.      | Имя                     | Рост   | Вес    | Откуда           |
| З | — | Сербия !    | Никола Джуришич         | 203 см | 97 кг  | Сербия           |
| Ф | 00 | !           | Джейкоб Топпин          | 203 см | 91 кг  | Кентукки         |
| З/Ф | 1 | !           | Джейлен Джонсон         | 203 см | 99 кг  | Дьюк             |
| З | 2 | !           | Китон Уоллес            | 191 см | 84 кг  | ТУСА             |
| З | 3 | !           | Люк Кеннард             | 196 см | 93 кг  | Дьюк             |
| З | 4 | !           | Коби Бафкин             | 193 см | 88 кг  | Мичиган          |
| З | 5 | Австралия ! | Дайсон Дэниелс          | 201 см | 90 кг  | Австралия        |
| З | 7 | Канада !    | Никейл Александер-Уокер | 196 см | 93 кг  | Вирджиния Тек    |
| Ф/Ц | 8 | Латвия !    | Кристапс Порзингис      | 218 см | 109 кг | Латвия           |
| Ф | 10 | Франция !   | Заккари Ризаше          | 203 см | 91 кг  | Франция          |
| З | 11 | !           | Трей Янг                | 185 см | 74 кг  | Оклахома         |
| Ф | 14 | !           | Эйса Ньюэлл             | 211 см | 100 кг | Джорджия         |
| Ф/Ц | 17 | !           | Оньека Оконгву          | 208 см | 109 кг | Южная Калифорния |
| Ф | 18 | Сенегал !   | Муамед Гейе             | 208 см | 95 кг  | Вашингтон Стэйт  |
| З | 24 | !           | Гаррисон Мэтьюз         | 198 см | 98 кг  | Липскомб         |
| З | 27 | Чехия !     | Вит Крейчи              | 203 см | 88 кг  | Чехия            |
| Ц | 30 | Испания !   | Эли Ндиай               | 203 см | 95 кг  | Испания          |